# 三星经济研究所
三星经济研究所（韓語：삼성경제연구소）是韩国的一个私营智庫，研究范围涉及多个领域，例如韩国的高科技發展以及东亚经济和商业环境。它成立于1986年，隸屬於三星集團。